# ようこそ!東池袋ヒマワリ荘
『ようこそ!東池袋ヒマワリ荘』（ようこそ ひがしいけぶくろヒマワリそう）は、日本テレビで2012年7月4日から9月26日まで水曜日25:29 - 25:44に放送されたバラエティ番組。15分枠放送で放送回数は12回。

## 概要
次世代アイドル（アイドル的な声優）を目指す少女たちが声優事務所の女子寮を舞台に、様々な指令に挑戦していくシチュエーション・コメディ。
出演者の中からアニメ番組の声優オーディションを行い、勝ち抜いた者は2013年1月に放送予定のアニメ番組にキャスティングされ、そして主題歌を担当しCDデビューすることが約束されていた。

## 出演者
- 矢作兼（おぎやはぎ） - マネージャー。
- 荒川ちか - 主人公。あらゆるアニメを愛するオールマイティーなオタク。オーディションに勝ち抜き、2013年1月から3月まで放送されたアニメ『GJ部』にレギュラーで声をあてた。また、同アニメのオープニングテーマ「もうそう☆こうかんにっき」を歌うアイドルユニット『乙女新党』のメンバーになる。
- 葵わかな - にわかアニメファン。乙女新党のメンバーになる。
- 高橋優里花 - 「萌え」が口癖。常にメイド服を着用。乙女新党のメンバーになる。
- 田尻あやめ - 二次元のイケメンキャラを自分の王子として憧れている。乙女新党のメンバーになる。
- 千葉夏実 - ヒマワリ荘の寮長。オーディションに落ちまくっている。昔のアニメが大好き。
- 藤麻理亜 - 声優ファン。人気声優である水樹奈々を神と崇める。
- 矢野紫信 - 深刻な厨二病。
- 大山のぶ代 - 社長（声のみ出演）。
- 小木博明（おぎやはぎ）- 優里花の兄。

## サブタイトル
1. 共同生活はつらいよ!
2. オーディションはつらいよ!
3. アフレコはつらいよ!
4. 期末テストはつらいよ!
5. コミケはつらいよ!
6. 萌えはつらいよ!
7. 怪談話はつらいよ!
8. 男役はつらいよ!
9. 人気声優はつらいよ!
10. 不良はつらいよ!
11. SFはつらいよ!
12. 最終回はつらいよ!

## スタッフ
- カメ14世：浪川大輔
- 構成：桜井慎一
- 脚本：三田卓人、森本雅也
- 作家：林田晋一、オクショウ
- TM：小椋敏宏
- SW：小林宏義、望月達史
- CAM：蔦佳樹、望月達史、中村哲也
- MIX：宮内貞
- AUD：吉田航
- 照明：高橋正彦
- VE：飯島友美
- モニター：ジャパンテレビ
- 美術プロデューサー：大川明子、茂木大樹
- デザイン：熊崎真知子、柿崎愛子
- 大道具：増子純一
- 小道具：テレフィット、米山幸市
- 持ち道具：三野尚子
- スタイリスト：末高陽子
- 衣装：栗田佐智子
- メイク：奥松かつら
- タイトル：稲葉秀樹（ぴーたん）
- 音楽：浅田秀之
- 振り付け：MIKO
- 劇中アニメキャラクターデザイン：赤井てら
- 編集：大関秀雄（第1話のみ）→伊藤聡彦
- MA：長谷川真哉
- 音効：澤田崇
- 協力：NiTRo、日テレアート
- 編成企画：植野浩之
- 編成：横田崇
- デスク：府川麻衣子
- 宣伝：友定紘子、山田洋二、柴田千津子
- 「ようこそ!東池袋ヒマワリ荘」製作委員会：渡部智明（途中まで）、茶ノ前香、稲田剛、宮越陽士
- AP：鈴木麻美
- AD：今橋慎也、田中亮、山本祥太
- ディレクター：磯部修、流石英昭、尾越功、櫛山慶
- 演出：小泉浩之
- プロデューサー：毛利忍、菅沼明子
- チーフプロデューサー：面高直子
- 制作協力：SION
- 企画・制作：日本テレビ
- 製作著作：「ようこそ!東池袋ヒマワリ荘」製作委員会（日テレ、バップ）

## 放送局
| 放送対象地域 | 放送局            | 系列           | 放送日時             | 放送期間                | 備考     |
| ------------ | ----------------- | -------------- | -------------------- | ----------------------- | -------- |
| 関東広域圏   | 日本テレビ（NTV） | 日本テレビ系列 | 水曜日 25:29 - 25:44 | 2012年7月4日 - 9月26日  | 制作局   |
| 沖縄県       | 琉球放送（RBC）   | TBS系列        | 土曜日 6:45 - 7:00   | 2012年9月8日 - 11月24日 | 59日遅れ |